# Nick Nicholson
Nick Nicholson (Redford, 19 aprile 1952 – Quezon City, 11 agosto 2010) è stato un attore statunitense.

## Biografia
Daniel Patrick Nicholson, meglio conosciuto come Nick Nicholson, era un attore caratterista americano. Dall'inizio degli anni '80, Nicholson è apparso sia in produzioni hollywoodiane ad alto budget che in film d'azione a basso budget. 
Nel 1994 è stato il protagonista del film La casa del piacere del regista Joe D'Amato.
È morto per insufficienza cardiaca l'11 agosto 2010 nell'ospedale Philippine Heart Center a Quezon City nelle Filippine.

## Filmografia parziale
- Apocalypse Now, regia di Francis Ford Coppola (1979) (non accreditato)
- American Ninja, regia di Sam Firstenberg (1985)
- Deadringer, regia di Teddy Page (1985)
- Naked Vengeance, regia di Ciro H. Santiago (1985)
- Platoon, regia di Oliver Stone (1986)
- After Death, regia di Claudio Fragasso (1989)
- Nato il quattro luglio, regia di Oliver Stone (1989) (non accreditato)
- Angelfist, regia di Ciro H. Santiago (1993) (non accreditato)
- American Kickboxer 2, regia di Jenö Hodi(1993)
- La casa del piacere, regia di Joe D'Amato (1994)
- Angel of Destruction, regia di Charles Philip Moore (1994)
- Birds of Passage, regia di Neil Hollander (2001)